# Kuura jõgi
Kuura jõgi (Kuuraån) är ett vattendrag i landskapet Võrumaa i sydöstra Estland. Ån är 15 km lång. Kuura jõgi mynnar i sjön Murati järv som avvattnas av Vaidava och som ingår i Gaujas avrinningsområde. Kuura jõgis källa ligger i sjön Preeksa järv. Såväl källa som mynning ligger i Haanja kommun, men ån passerar även Misso kommun. Namngivande är byn Kuura som ån flyter igenom. 